# Приворотень сизуватий
{{#ifeq:0|0|{{#if:|{{#if:Alchemillaglaucescens|[[]}}|}}}}
Приворотень сизуватий (Alchemilla glaucescens Wallr.) — багаторічна рослина роду приворотень (Alchemilla), родини розові (Rosaceae).

## Ботанічний опис

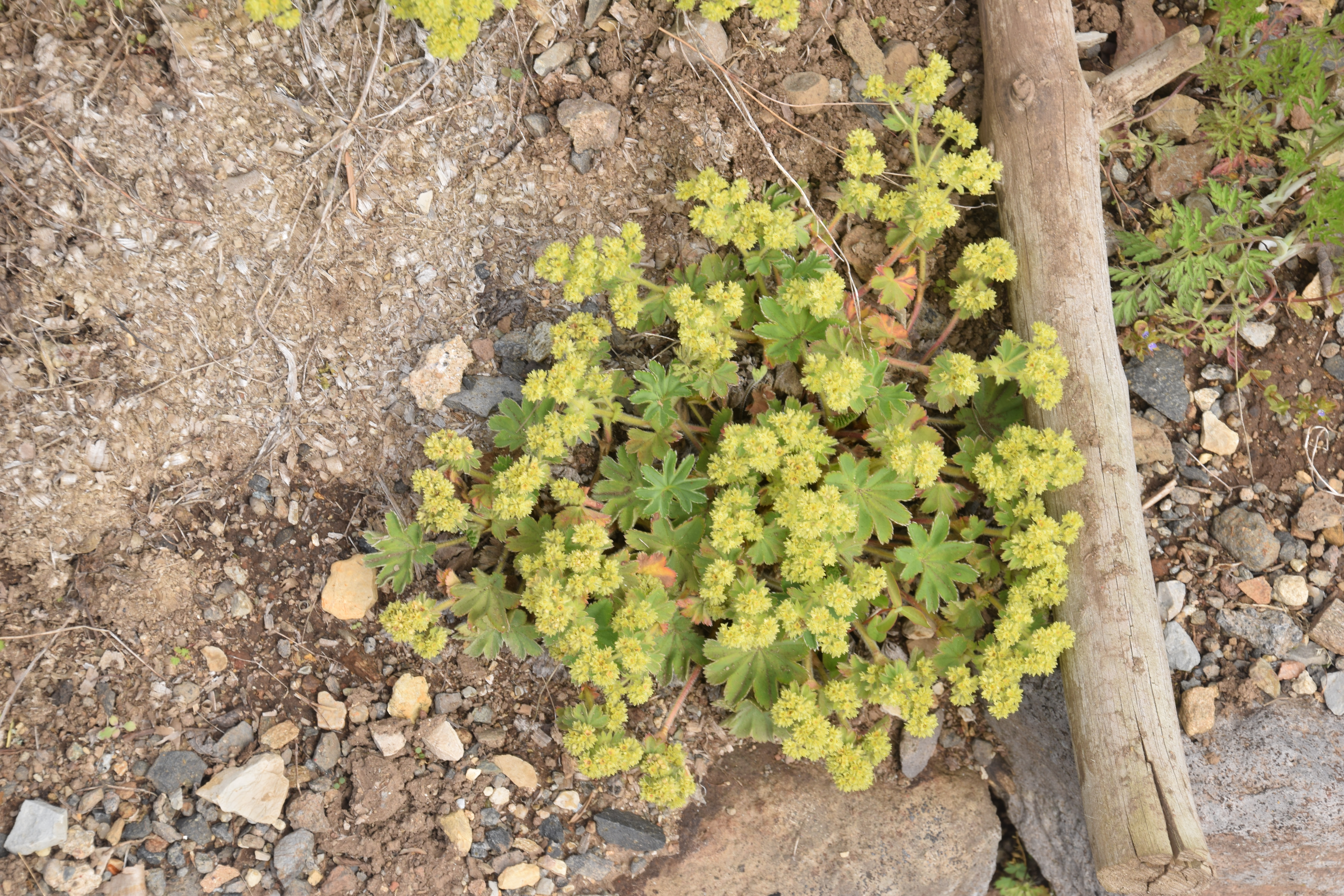

Листки без надрізів, прикореневі листки овальні,з 7-9 округлими лопатями, з 4-6 зубчиками. Стебла та листки густо запушені прямовисними волосками.

## Поширення
В Україні поширений у Криму, росте на трав'янистих та кам'янистих схилах яйл.